# Freedom Suite
Freedom Suite ist ein Musikalbum des Saxophonisten Sonny Rollins. Das Studioalbum mit Oscar Pettiford und Max Roach enthält seine letzten Aufnahmen für das Label Riverside.

## Hintergrund
Das Album wurde mit einem Trio von Rollins, seinem langjährigen Wegbegleiter Oscar Pettiford am Bass und Max Roach am Schlagzeug aufgenommen. Das Titelstück ist eine fünfteilige Suite mit Themen. Diese Suite widmete Rollins dem „Kampf des gewöhnlichen Afroamerikaners“ mit den Verhältnissen in den Vereinigten Staaten. Sie wurde am 7. März 1958 eingespielt.
Die zweite Seite der ursprünglichen LP-Ausgabe besteht aus Broadway-Nummern und Standards, die am 11. Februar 1958 aufgenommen wurden.

## Rezeption
Trotz des „vergleichsweise unverfänglichen Titels“ des Albums gab es „Proteste von seiten der konservativen Jazzpresse gegen eine befürchtete Politisierung des Jazz.“ Diese „waren dermaßen vehement, dass die Firma Riverside sich entschloss, die Platte schleunigst aus dem Verkehr zu ziehen, um sie kurze Zeit später unter dem schönen Titel Shadow Waltz erneut auf den Markt zu bringen.“ Der ursprüngliche Titel wurde in einer Nation, die über die Bürgerrechtsfrage entzweit war, als „zu kontrovers angesehen“. Auch wurden die ursprünglichen Liner Notes von Rollins weggelassen. Ekkehard Jost zufolge war die „Manipulation“ der Absichten von Rollins nicht schwierig, da dessen Freedom Suite „als rein instrumentale Musik allein durch Veränderung ihres Titels jederzeit politisch zu entschärfen“ war.
Fünfzig Jahre später ist der politische Skandal für die Bedeutung des Albums weniger erheblich; nach Loren Schoenberg und Wynton Marsalis „bleibt das Album unübertroffen als pure Demonstration des Genies [von Rollins] als Improvisator.“
Scott Yanow schrieb bei Allmusic: „Rollins ist sehr kreativ, streckt sich aus auf seiner langen Freedom Suite, genießt deutlich die Erkundung der obskuren Noël Coward-Melodie Someday I'll Find You, überführt den Showsong Till There Was You in den Jazz und begibt sich auf die Suche nach Schönheit in Shadow Waltz und Will You Still Be Mine? Beinah ein Meisterwerk“. Den Autoren von The Essential Jazz Records zufolge handelt es sich um „ein kleineres Meisterwerk.“ Für Scott Yanow ist das Album „ziemlich beeindruckend“.

## Titelliste
1. The Freedom Suite (Sonny Rollins) – 19:17
2. Someday I'll Find You (Noël Coward) – 4:35
3. Will You Still Be Mine? (Tom Adair, Matt Dennis) – 2:54
4. Till There Was You (Meredith Willson) – 4:54
5. Till There Was You [Alternate Take] (Willson) – 4:55
6. Shadow Waltz (Al Dubin, Harry Warren) – 4:08